# Religion i Europa

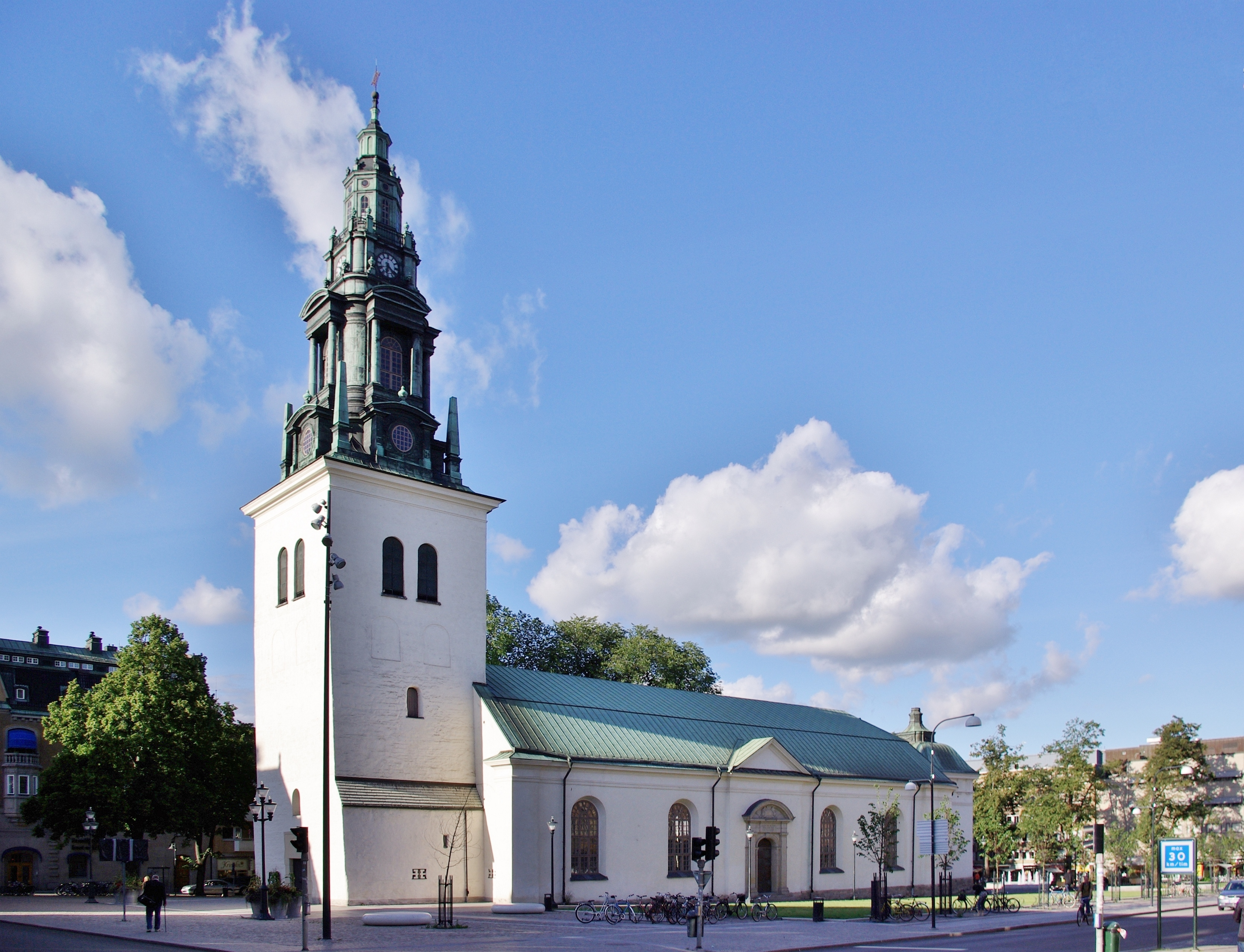
Sankt Lars kyrka i Linköping

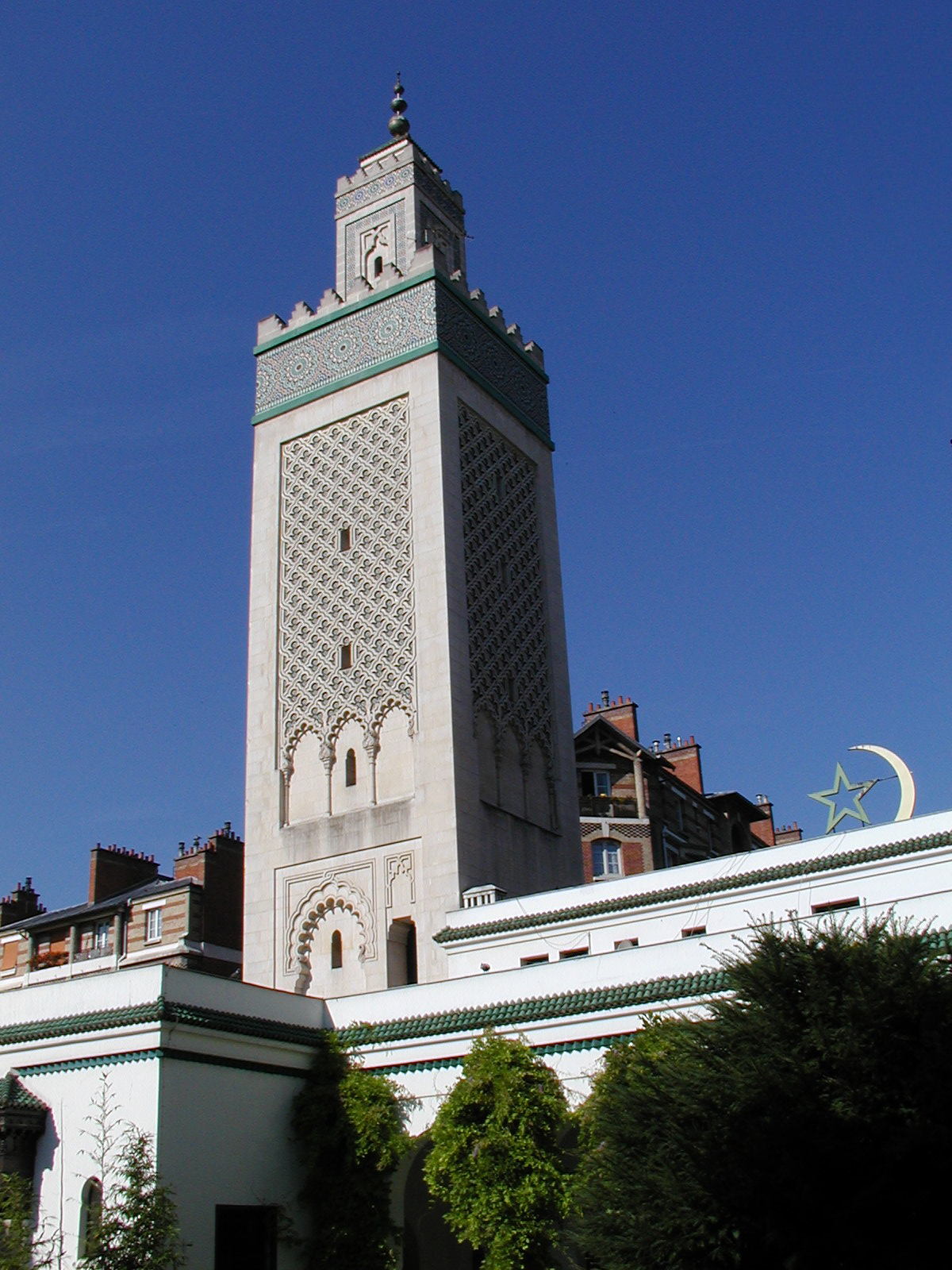
Moské i Paris

Det har funnits religion i Europa sedan urminnes tider. 

## Förkristna religioner i Europa
Innan kristendomen fick sin dominerande ställning i Europa utövades här en mängd religioner. Se följande: grekisk mytologi, (grekisk religion), romersk religion, fornnordisk religion, (asatro), keltisk mytologi, finsk-ugrisk mytologi, samisk religion, slavisk mytologi.

## Kristendomen i Europa
Romarriket kristnades på 300-talet.
Sedan 1000-talet dominerar kristendomen helt i Europa. Från början var kyrkan uppdelad i två stora delar, den katolska kyrkan i väst med säte i Rom, och den ortodoxa kyrkan i öst med säte i Konstantinopel.
Sedan 1500-talet har olika protestantiska kyrkor fått fast fäste i framförallt norra Europa. Se: evangelisk-lutherska kyrkor, anglikanska kyrkan, reformerta kyrkan samt frikyrkor.
Kyrkan hade tidigare en mycket viktig politisk och kulturell roll i Europa men i och med att världsdelen blivit allt mer sekulariserad har dess betydelse minskat avsevärt.
I Polen och Irland har kyrkan fortfarande en viktig politisk ställning.
Se även Vatikanstaten.

## Judendomen i Europa
Judendomen kom tidigt till Europa, och har levt sida vid med kristendomen i tusentals år. Redan under antiken utsattes judar för förföljerser och sedan dess har de fortsatt att vara en utsatt grupp. I och med andra världskriget och förintelsen, samt den stora judiska utvandringen till framförallt USA och Israel har Europas judiska befolkning kraftigt reducerats. Under efterkrigstiden har de europeiska judarnas situation förbättrats betydligt.

## Islam i Europa
Islam fick sitt första fäste i Europa i och med det  Arabiska väldets erövring av nästan hela Iberiska halvön på 700-talet. Men efter  rekonkvisationen dog religionen nästan helt ut i området. Spanien och Portugal åtnjuter ändock ett rikt kulturarv från den muslimska tiden.
Sitt andra starka fäste fick islam efter det Osmanska rikets erövring av Balkanhalvön, runt 1400-talet, som fortfarande är islams starkaste del i Europa. Islam är majoritetsreligion i Albanien, Bosnien och Hercegovina, Kosovo och Turkiet. Samtidigt finns det stora minoriteter av muslimer som har kulturella kopplingar till Grekland, Serbien, Bulgarien, Nordmakedonien, Montenegro men även Ukraina och Ryssland.
Från andra världskrigets slut har många muslimer invandrat från den muslimska världen till framförallt norra och västra Europa.
De europeiska formerna av islam är i regel mer liberala (se:liberal islam) än de som utövas i de flesta muslimska länder i Afrika och Asien.

## Andra religioner i Europa
I och med de stora invandrarströmmarna till Europa har alla världsreligioner fått fäste i världsdelen. Så därför så finns alla lite här och var.